# Universal War Two
Universal War Two – francuska seria komiksowa z gatunku science-fiction autorstwa Dennisa Bajrama, ukazująca się od 2013 nakładem wydawnictwa Casterman. Zaplanowana na sześć tomów, jest kontynuacją cyklu Universal War One. Po polsku trzy opublikowane dotąd tomy ukazały się w albumie zbiorczym nakładem wydawnictwa Elemental.  

## Fabuła
Seria rozgrywa się w drugiej połowie XXI wieku trzynaście lat po zakończeniu pierwszej wojny wszechświatowej. Ocalałymi opiekują się potomkowie założycieli krainy Kanaan. Jednak tunel czasoprzestrzenny utworzony przez dawnego wroga jest nadal aktywny i grozi zniszczeniem Układu Słonecznego.

## Tomy
| Tom | Tytuł i rok wydania polskiego | Tytuł i rok wydania oryginalnego | Uwagi                                                                                           |
| --- | ----------------------------- | -------------------------------- | ----------------------------------------------------------------------------------------------- |
| 1   | Czas pustyni (2017)           | Le Temps du désert (2013)        | Po polsku tomy te ukazały się w albumie pt. Universal War Two. Wydanie zbiorcze – tom 1 (2017). |
| 2   | Ziemia obiecana (2017)        | La Terre promise (2014)          | Po polsku tomy te ukazały się w albumie pt. Universal War Two. Wydanie zbiorcze – tom 1 (2017). |
| 3   | Exodus (2017)                 | L'Exode (2016)                   | Po polsku tomy te ukazały się w albumie pt. Universal War Two. Wydanie zbiorcze – tom 1 (2017). |